# Joseph Priestley
Vous lisez un « article de qualité » labellisé en 2009.
Pour les articles homonymes, voir Priestley.
 (juillet 2021).
Joseph Priestley, né le 13 mars 1733 (calendrier julien) à Birstall dans le West Yorkshire et mort le 6 février 1804 à Northumberland en Pennsylvanie, est un théologien, pasteur dissident, philosophe naturel, pédagogue et théoricien de la politique anglais qui publia plus de cent cinquante ouvrages. 
Connu pour ses travaux de chimiste et de physicien, on lui attribue généralement la découverte de l'oxygène qu'il a isolé dans son état gazeux. C'est en 1774 que Priestley produisit pour la première fois de l'oxygène. Cependant, en tant que partisan de la théorie phlogistique, il nomma ce nouveau gaz « air déphlogistiqué », et ne se rendit pas compte de l'importance de sa découverte. Carl Wilhelm Scheele, lui aussi partisan du phlogistique, revendiqua la découverte de l'« oxygène », mais il devait revenir au chimiste français Antoine Lavoisier, père de la chimie moderne et démystificateur de la théorie du phlogistique, d’identifier le nouveau gaz par son poids spécifique et de donner à l'oxygène son nom,.
De son vivant, la réputation scientifique de Priestley résulte de sa « découverte » de l'eau gazeuse, de ses traités sur l'électricité et de ses études sur les différents « airs » (gaz), le plus connu étant celui qu'il baptise « l'air déphlogistiqué » (oxygène). Cependant, sa détermination à défendre la théorie phlogistique et son rejet des concepts qui vont conduire à la révolution chimique l'ont isolé au sein de la communauté des savants.
Les recherches scientifiques de Priestley sont intimement liées à sa réflexion théologique et, de manière constante, il s'efforce de proposer une synthèse entre le rationalisme des Lumières et le théisme chrétien. Dans ses textes métaphysiques, il tente de rendre compatibles théisme, matérialisme et déterminisme, projet jugé « audacieux et original ». Il pense qu'une bonne compréhension du monde naturel fera progresser l'être humain et finira par entraîner l'avènement du millénarisme. Fervent partisan d'un libre échange d'idées, il plaide en faveur de la tolérance religieuse et de l'égalité des droits pour les dissidents religieux, ce qui le conduit à apporter son soutien à la fondation de l'Unitarisme en Angleterre. La nature controversée de ses publications tout autant que son net soutien à la Révolution française lui valent d'éveiller la méfiance du public et du gouvernement. Il est finalement contraint de se réfugier aux États-Unis après l'incendie de sa maison et de son église, par des émeutiers, en 1791.
Chercheur et enseignant tout au long de son existence, Priestley contribue également au développement de la pédagogie, notamment par la publication d'un ouvrage sur la grammaire anglaise et l'invention de l'historiographie moderne. Ces écrits sur l'éducation sont parmi ses œuvres les plus populaires. Cependant, ce sont ses travaux métaphysiques qui connaissent l'influence la plus durable : des philosophes de renom, tels Jeremy Bentham, John Stuart Mill et Herbert Spencer, les citent comme référence principale de l'utilitarisme.

## Biographie

### Jeunesse et études (1733-1755)

#### Enfance et maladie

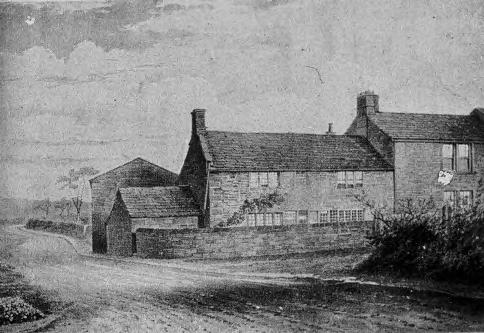
Maison natale de Priestley, XVIIIe siècle, dessin, Smith Collection.

Priestley est né en 1733 au sein d'une famille dissidente de l'Église d'Angleterre à Birstall, non loin de Batley dans la région historique du West Riding of Yorkshire. Il est l'aîné des six enfants de Mary Swift et Jonas Priestley (1700-1779), contremaître dans une manufacture de textiles. Afin de soulager sa mère, il est confié à son grand-père vers l'âge de un an. Lorsqu'elle meurt cinq ans plus tard (1739), il retourne chez lui. Son père s'étant remarié en 1741, Joseph Priestley va vivre chez son oncle et sa tante, Sarah et John Keighley, fortunés et sans enfant. Joseph est précoce et, à l'âge de quatre ans, il sait réciter sans hésitation les 107 questions et réponses du Westminster Shorter Catechism. Sa tante, qui le verrait bien épouser la carrière ecclésiastique, veille à ce qu'il reçoive la meilleure éducation. Il est inscrit dans les écoles de la région où il apprend le grec, le latin et l'hébreu.
Vers 1749, Priestley tombe si malade qu'il croit sa fin proche. Élevé dans la foi calviniste, il considère qu'il faut avoir vécu la conversion au Christianisme pour assurer son salut et il est saisi par le doute qu'il ait jamais connu cette expérience. Ce bouleversement émotionnel finit par lui faire remettre en question son éducation théologique et rejeter la thèse de la prédestination pour accepter celle du salut universel. De ce fait, les Anciens (Elders) de sa paroisse refusent de l'admettre parmi eux.
Les séquelles de sa maladie l'accablant d'un bégaiement permanent, Priestley se résigne à abandonner l'idée d'entrer dans les ordres. Afin de pouvoir rejoindre un membre de sa famille, commerçant à Lisbonne, il étudie le français, l'italien et l'allemand en plus du chaldéen, du syrien et de l'arabe. C'est le révérend George Haggerstone qui l'aide dans cette tâche et lui enseigne les rudiments des mathématiques, de la philosophie naturelle, de la logique et de la métaphysique à travers les travaux d'Isaac Watts, Willem Gravesande et John Locke.

#### Daventry Academy
Priestley décide cependant de revenir à ses études théologiques et s'inscrit en 1752 à Daventry, une académie dissidente. L'étendue de ses lectures et de ses connaissances lui vaut d'être dispensé des deux premières années. Il poursuit alors ses études avec ardeur, ce qui, dans l'atmosphère libérale de l'école, oriente sa théologie plus à gauche et fait de lui un dissident rationaliste, détestant les dogmes et le mysticisme religieux. Les Dissidents rationalistes mettent l'accent sur l'analyse rationnelle de la nature et de la Bible.
Priestley écrira que l'ouvrage qui l'influença le plus, à l'exception de la Bible, fut Observations on Man de David Hartley paru en 1749. Ces traités psychologiques, philosophiques et théologiques postulent une philosophie matérielle de l'esprit. Hartley ambitionne de construire une philosophie chrétienne dans laquelle les « faits » religieux et moraux peuvent être scientifiquement prouvés, but que partage Priestley et qui va l'occuper jusqu'à la fin de son existence. Lors de sa troisième année à Daventry, il décide de se consacrer au ministère, qu'il décrit comme étant « la plus noble de toutes les professions ».

### Needham Market et Nantwich (1755–1761)

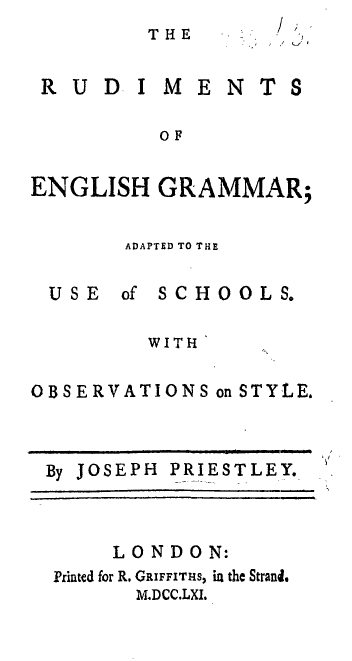
Page de titre de The Rudiments of English Grammar (1761).

Robert Schofield, principal biographe moderne de Priestley, parle de son premier « appel » de 1755, destiné à une paroisse dissidente de Needham Market dans le Suffolk, comme d'une « erreur », aussi bien pour son auteur que pour la congrégation. Priestley aspire à une vie urbaine et au débat théologique, alors que Needham Market est une petite bourgade rurale avec une congrégation attachée à la tradition. La fréquentation du culte et les dons chutent brusquement lorsque les paroissiens découvrent l'étendue de son hétérodoxie. Bien que sa tante lui ait promis son soutien s'il accédait aux fonctions de ministre du culte, elle lui refuse son aide lorsqu'elle se rend compte qu'il n'est plus calviniste. Pour tenter d'augmenter ses revenus, Priestley envisage d'ouvrir une école, mais les familles du voisinage lui font savoir qu'elles n'y enverront pas leurs enfants. Cependant, sa série de conférences scientifiques intitulée Use of the Globes rencontre quelque succès,.
Ses amis de Daventry l'aident à obtenir un autre poste et, en 1758, il s'installe à Nantwich dans le Cheshire, où il connaît une existence plus heureuse. La congrégation rechigne moins à son hétérodoxie et il parvient même à fonder une école. Contrairement à de nombreux instituteurs de l'époque, Priestley enseigne à ses élèves la philosophie naturelle et leur achète des instruments scientifiques. Atterré par la mauvaise qualité des ouvrages de grammaire anglaise dont il dispose, il écrit son propre manuel, The Rudiments of English Grammar (« Rudiments de grammaire anglaise »), en 1761. Ses innovations concernant la description de la grammaire anglaise, en particulier ses efforts pour la dissocier de la grammaire latine, ont conduit les universitaires du XXe siècle à le décrire comme « l'un des plus grands grammairiens de son temps ». Après la publication de son Rudiments et de la réussite de son école, la Warrington Academy lui offre un poste d'enseignant en 1761.

### L'Académie de Warrington (1761–1767)

#### Intégration

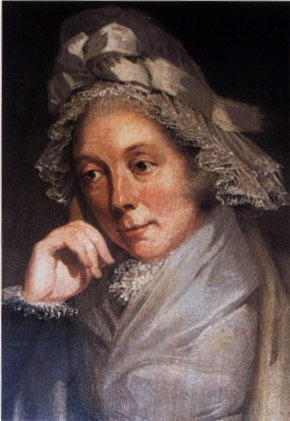
Mary Priestley, par Carl F. von Breda (1793) ; fille du maître de forge Isaac Wilkinson, sœur de l'industriel John Wilkinson.

En 1761, Priestley s'installe à Warrington pour y prendre son poste de professeur de langues modernes et de rhétorique à l’Academy. Il aurait préféré les mathématiques et la philosophie naturelle, mais la ville l'accueille avec sympathie et il s'y fait rapidement des amis. Le 23 juin 1762, il épouse Mary Wilkinson, de Wrexham. Commentant son mariage, Priestley écrira : 

« Cette union s'avéra très appropriée et très heureuse, mon épouse étant une femme d'une excellente disposition, bien formée par la lecture, d'une grande force d'âme et d'esprit, et d'un tempérament affectueux et généreux au plus haut degré ; ayant de très forts sentiments pour autrui et très peu pour elle-même. Aussi, excellant en toutes les affaires de la maison, elle me permit de consacrer tout mon temps à la poursuite de mes études et aux autres devoirs de ma charge,. »

Le 17 avril 1763 naît une fille qui reçoit le prénom de Sarah, en hommage à la tante qui a élevé son père.

#### Éducateur et historien

##### Conférences
Tous les livres que publie Priestley à Warrington placent au premier plan l'étude de l'histoire, essentielle à ses yeux pour assurer la réussite matérielle et l'accomplissement religieux. Celle des sciences et du christianisme tend à recenser et valoriser les progrès de l'humanité, ce qui, paradoxalement, entraîne une certaine dépréciation du pur « christianisme primitif ».
Dans Essay on a Course of Liberal Education for Civil and Active Life (1765), Lectures on History and General Policy (1788) et d'autres ouvrages, Priestley soutient que l'éducation de la jeunesse doit anticiper et prendre en considération ses futurs besoins matériels. Ce principe d'utilité conditionne son choix d'un programme non conventionnel pour ceux de ses étudiants qui aspirent à s'intégrer à la classe moyenne : ainsi, il recommande l'étude des langues modernes, plutôt que classiques, et de l'histoire moderne, de préférence à celle de l'Antiquité.

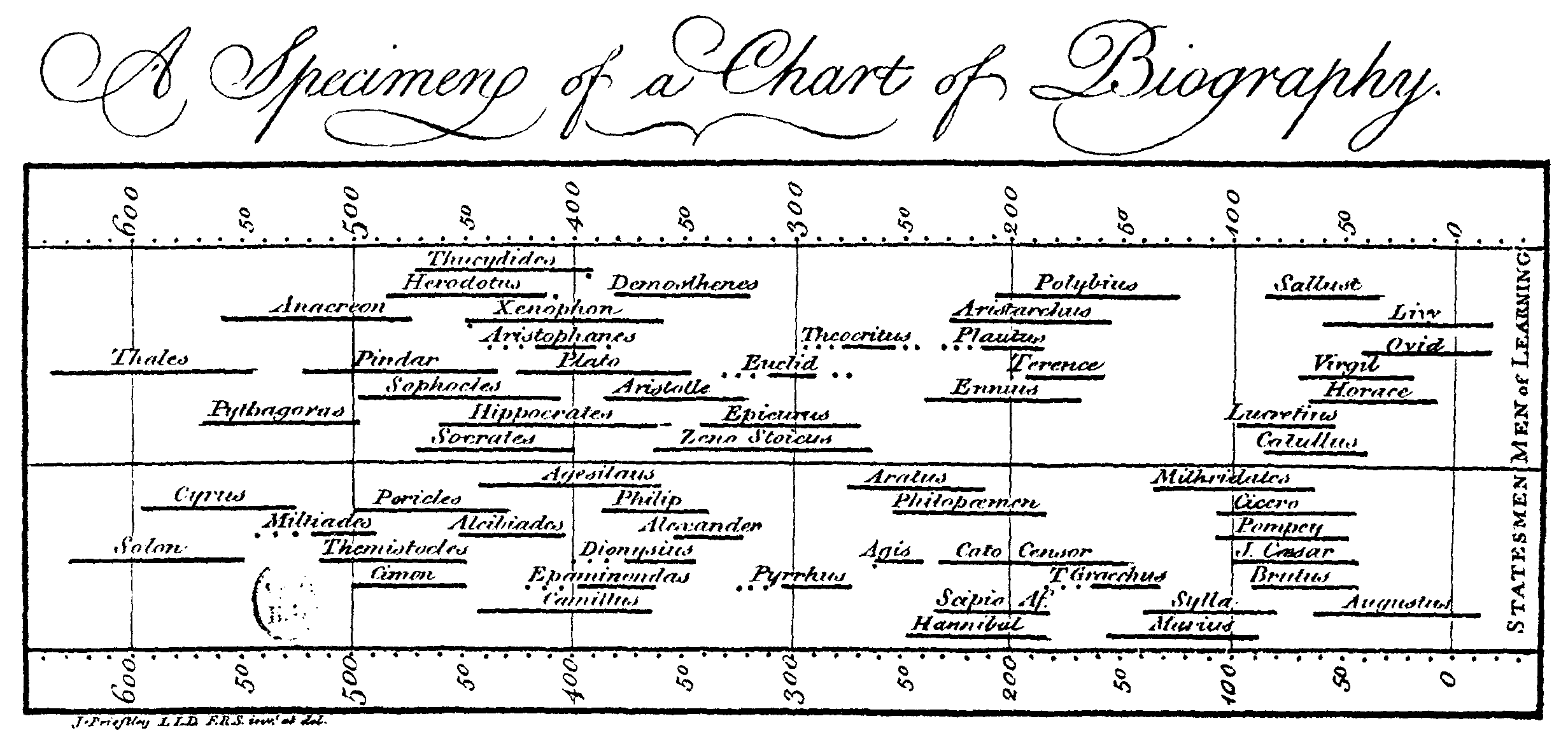
Une version manuscrite de A Chart of Biography (1765).
Priestley était d'avis que ses Charts donneraient à ses étudiants « une juste image de l'essor, du progrès, de l'étendue, de la durée et de l'état actuel de tous les grands empires ayant jamais existé de par le monde »,.

Les conférences que Priestley donne sur l'histoire ont un véritable caractère révolutionnaire : il traite d'une histoire providentialiste et naturaliste, faisant valoir que l'étudier favorise la compréhension des lois naturelles de Dieu. En outre, sa perspective millénariste est étroitement liée à son optimisme concernant le progrès scientifique et l'accomplissement de l'humanité : pour lui, chaque époque et chaque génération est meilleure que la précédente, et l'étude de l'histoire permet à la fois de prendre conscience de ce progrès et d'y participer.
Démarche insolite à l'époque, Priestley préconise également l'éducation des femmes de la classe moyenne. Certains spécialistes de l'éducation le classent parmi les meilleurs auteurs anglais de cette discipline, entre John Locke au XVIIe siècle et Herbert Spencer au XIXe siècle. Lectures on History est bien accueilli et est utilisé dans de nombreux établissements d'enseignement, tels que le New College de Hackney, Brown, Princeton, Yale et Cambridge,. Comme soutien visuel à ses conférences, Priestley met au point deux schémas qui restent populaires pendant des décennies. Les administrateurs de Warrington sont si favorablement impressionnés par ses conférences et ses schémas qu'ils recommandent à l'université d'Édimbourg de lui décerner un doctorat en droit, ce qui est fait en 1764.

##### History of Electricity

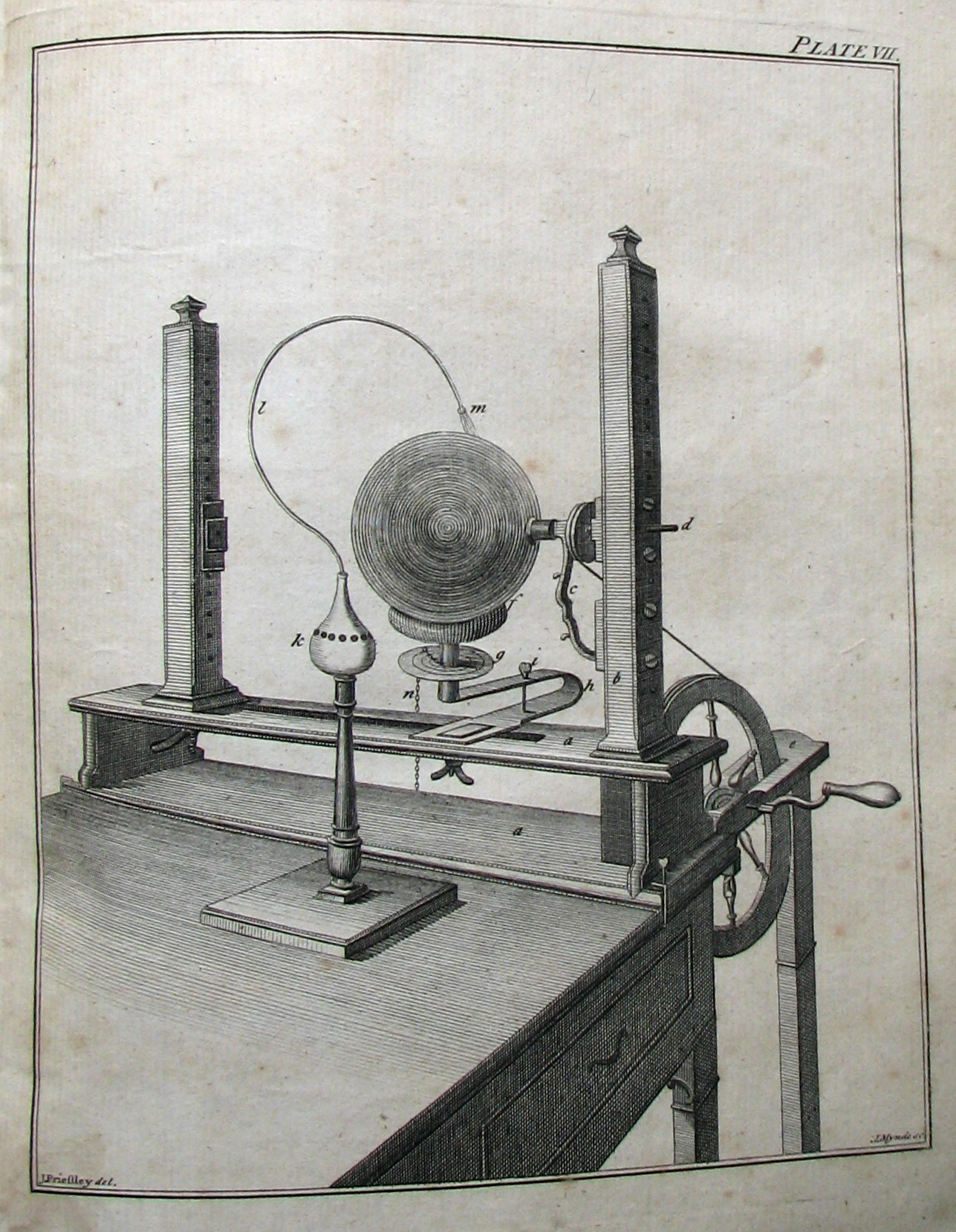
La machine électrique de Priestley, pour chercheurs amateurs, illustrée dans la première édition de son Familiar Introduction to Electricity (1768), qu'il tenta de commercialiser, sans succès, avec son frère Timothy.

La stimulante atmosphère intellectuelle de Warrington, qu'au XVIIIe siècle on surnomme fréquemment l'« Athènes du Nord », favorise l'intérêt croissant de Priestley pour la philosophie naturelle. Il donne des conférences sur l'anatomie et réalise des expériences sur la température avec son collègue et ami John Seddon,. De plus, malgré sa lourde charge de travail, il décide de rédiger une histoire de l'électricité. Certains amis lui présentent les principaux chercheurs de la Grande-Bretagne en ce domaine, John Canton, William Watson, et un visiteur, Benjamin Franklin, qui tous l'encouragent à réaliser les expériences qu'il désire inclure dans son historique. Dans un premier temps, il en reproduit certaines, mais s'apercevant que plusieurs questions restent sans réponse, il entreprend d'en concevoir de nouvelles pour les élucider,. Impressionnés par ses schémas et le manuscrit de son histoire de l'électricité, Canton, Franklin, Watson et Richard Price proposent la candidature de Priestley à une bourse de la Royal Society, qu'il obtient en 1766.
En 1767, sont publiées les sept cents pages de The History and Present State of Electricity (Histoire et état actuel de l'électricité) dont l'accueil s'avère aussitôt favorable. La première moitié de l'ouvrage consiste en une histoire de l'étude de l'électricité jusqu'en 1766 ; la seconde et la plus importante présente une description des théories contemporaines et élabore des pistes de recherche. Dans cette deuxième section, Priestley fait état de certaines de ses propres découvertes, telles que la conductivité du charbon de bois et autres substances, ainsi que la corrélation entre conducteurs et isolant électrique.
Cette dernière découverte bouleverse ce qu'il décrit comme étant « l'une des premières et plus universelles idées reçues concernant l'électricité », à savoir que seule l'eau et les métaux sont conducteurs. Ses expériences sur les propriétés électriques des matériaux et les effets électriques des transformations chimiques montrent l'intérêt croissant qu'il porte à la relation existant entre substances chimiques et électricité. Sur la base d'expériences réalisées avec des sphères chargées électriquement, Priestley est le premier à avancer l'idée que la force électrique suit une loi en carré inverse, semblable à celle de Newton sur la gravitation universelle. Cependant, il ne met pas au point la formule elle-même, qui est énoncée dans les années 1780 par le physicien français Charles-Augustin Coulomb et connue depuis sous le nom de « loi de Coulomb ».
La grande force de Priestley, en tant que philosophe naturel, repose sur la qualité de ses recherches, plutôt que sur leur quantité. Son étude sur le « courant d'air » entre deux points chargés électriquement, par exemple, sera reprise par Michael Faraday et James Clerk Maxwell dans leurs recherches sur l'électromagnétisme. Le texte de Priestley devient, durant un siècle, l'ouvrage de référence sur l'histoire de l'électricité : tant Alessandro Volta, l'inventeur de la pile électrique, que William Herschel, qui découvrit le rayonnement infrarouge, ou Henry Cavendish, qui isola l'hydrogène, tous se réclament de lui. En 1768, Priestley écrit aussi une version de vulgarisation de son ouvrage intitulée A Familiar Introduction to the Study of Electricity.

### Leeds (1767–1773)

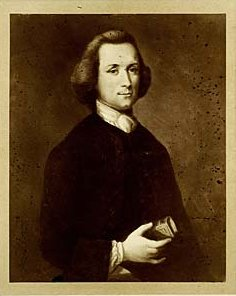
Le premier portrait connu de Priestley, intitulé Portrait de Leeds (vers 1763), Birmingham, archives municipales
À l'exception de sa participation à la Commission de la bibliothèque de Leeds, Priestley ne s'impliqua pas dans la vie sociale de la cité.

Peut-être contraint par la santé fragile de son épouse, ou en raison de problèmes financiers, ou encore désireux de s'imposer à la communauté qui l'avait rejeté dans sa jeunesse, Priestley quitte Warrington en 1767 et installe sa famille à Leeds où il devient ministre du culte de la Mill Hill Chapel. Les Priestley y célèbrent la naissance de deux fils : Joseph junior le 24 juillet 1768 et William trois ans plus tard. À Leeds, parmi leurs rares amis, se trouve Theophilus Lindsey, recteur à Catterick, qui écrit à propos de Priestley : « Je préfère ne jamais rien publier d'important concernant la théologie sans le consulter ». Bien que Priestley ait des parents éloignés vivant à proximité, il ne semble pas qu'il ait entretenu de relations avec eux, peut-être, selon Schofield, parce qu'on le considérait comme un hérétique. Tous les ans, il se rend à Londres pour s'entretenir avec son éditeur et ami proche Joseph Johnson et pour participer aux réunions de la Royal Society.

#### Ministre du culte
Lorsque Priestley devient son ministre, la Mill Hill Chapel est l'une des plus anciennes et des plus respectées congrégations dissidentes d'Angleterre. Cependant, au début du XVIIIe siècle, une scission est intervenue sur des questions de dogme et certains membres ont rejoint le charismatique mouvement méthodiste. Priestley est convaincu que c'est par l'éducation de la jeunesse qu'il pourra renouer et renforcer les liens distendus.

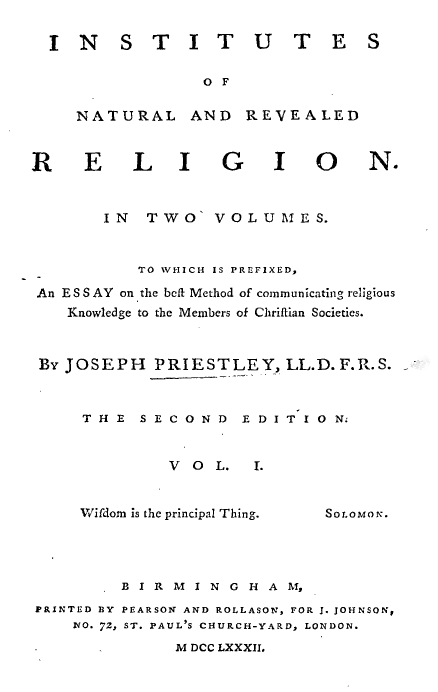
Institutes of Natural and Revealed Religion.

Dans les trois volumes de son monumental Institutes of Natural and Revealed Religion (1772–74), il présente ses conceptions de l'enseignement religieux. De plus, démarche encore plus importante, il y expose sa foi dans le socinianisme. Ces doctrines vont devenir celles des unitariens britanniques. L'ouvrage marque un changement dans sa pensée théologique et s'avère essentiel à la compréhension de ses écrits ultérieurs ; en effet, il ouvre la voie à son matérialisme et à son nécessitarisme, croyances selon lesquelles un être divin agit en conformité avec les lois essentielles de la métaphysique.
L'argument majeur des Institutes est que seules sont acceptables les vérités religieuses correspondant à l'expérience que chacun a de la nature. Ainsi, conception religieuse et compréhension de la nature restant indissociables, le texte du théisme repose sur l'argument de la conception. Les Institutes choquent et consternent de nombreux lecteurs, principalement parce que se trouvent remis en question l'orthodoxie chrétienne de base, la divinité du Christ et le miracle de la conception virginale. Les Méthodistes de Leeds écrivent alors un hymne demandant à Dieu :
« […] the Unitarian fiend expel

And chase his doctrine back to Hell. »,
Priestley souhaite que le christianisme revienne à sa forme « primitive » ou « pure », par l'élimination des « corruptions » (dévoiements) qui se sont accumulées au fil des siècles. La quatrième partie des Institutes, An History of the Corruptions of Christianity, est si longue qu'il est contraint de la publier séparément en 1782. Il considère Corruptions comme l'ouvrage le plus précieux qu'il ait jamais publié. En exigeant l'application de la logique des sciences émergentes et de l'histoire comparée à la Bible et au christianisme, il s'aliène aussi bien les lecteurs religieux que scientifiques, les premiers rejetant l'application de la science à la religion, et les seconds n'appréciant pas de voir la science utilisée pour sa défense.

#### Polémiste religieux
Priestley s'engage alors dans une guerre de pamphlets politiques et religieux. Selon Schofield, « il entre dans chaque controverse avec la joyeuse conviction qu'il a raison, alors que la plupart de ses adversaires sont convaincus, dès le début, qu'il a, en toute connaissance de cause, malicieusement tort. Il a beau jeu, alors, d'opposer sa « douce raison » à leur rancœur d'ordre personnel. ». Schofield souligne que de tels débats ne l'incitent que rarement à changer d'avis. Pendant son ministère à Leeds, il écrit des pamphlets sur l'Eucharistie et sur la doctrine calviniste, qu'il publie à des milliers d'exemplaires, si bien que ces écrits figurent parmi les plus lus de son vivant.
En 1768, Priestley fonde le Theological Repository, journal visant à traiter des questions théologiques dans la transparence et ouvert à toutes les tendances. Pourtant, les seuls auteurs qui soumettent des articles sont ceux qui partagent ses idées. Il est donc contraint d'en écrire lui-même une grande partie, matériau qui servira de base à nombre de ses œuvres ultérieures, théologiques et métaphysiques. Au bout de quelques années, le manque de moyens financiers le contraint à interrompre cette publication. Il fait renaître le journal en 1784, mais sans plus de succès.

#### Défenseur des Dissidents et philosophe politique

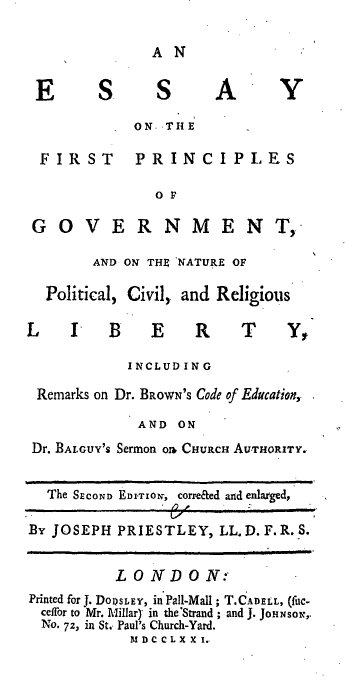
Essay on the First Principles of Government (1768).

Bien des écrits politiques de Priestley demandent l'abrogation des Test et Corporation Acts qui restreignent les droits des Dissidents, leur interdisant – à moins de souscrire aux Trente-neuf articles de l'Église d'Angleterre – les fonctions politiques, les forces armées et les universités d'Oxford ou Cambridge. À maintes reprises, les Dissidents ont revendiqué auprès du Parlement l'abrogation de ces lois, faisant valoir qu'ils étaient traités comme des citoyens de seconde zone.
Les amis de Priestley, en particulier des Dissidents rationalistes, le pressent de rédiger un ouvrage sur ces injustices. Il s'exécute et, en 1768, paraît Essay on the First Principles of Government. C'est l'un des premiers traités présentant une théorie du libéralisme politique moderne et l'un des plus denses que Priestley ait publié sur le sujet. Il dissocie, avec une précision inhabituelle pour l'époque, les droits politiques des droits civils. Cette distinction entre sphère privée et publique implique la limitation des prérogatives du pouvoir au seul domaine politique. Éducation et religion, en particulier, relevant de la conscience privée, n'ont pas à être supervisées par l'État. Le radicalisme dont Priestley fera preuve plus tard découle en droite ligne de sa conviction que le gouvernement britannique porte atteinte aux libertés individuelles.
Priestley défend aussi les droits des Dissidents contre les attaques de William Blackstone, éminent théoricien du droit, dont les Commentaries on the Laws of England (1765–69) font figure d'ouvrage de référence. Blackstone affirme que la dissidence de l'Église d'Angleterre est un crime et que ses adeptes ne sauraient être de loyaux sujets. Furieux, Priestley se fait cinglant dans ses Remarks on Dr. Blackstone's Commentaries (1769), où il fustige l'interprétation des lois, la grammaire, thème très politisé à l'époque, et aussi l'historique qu'a présentés son pourfendeur. Blackstone amende les éditions ultérieures de ses Commentaries, reformulant les passages incriminés et supprimant les références au manque de loyauté, mais garde la qualification de crime (par opposition à offence) à l'égard de la Dissidence.

#### Philosophe naturel: électricité, optique et eau gazeuse

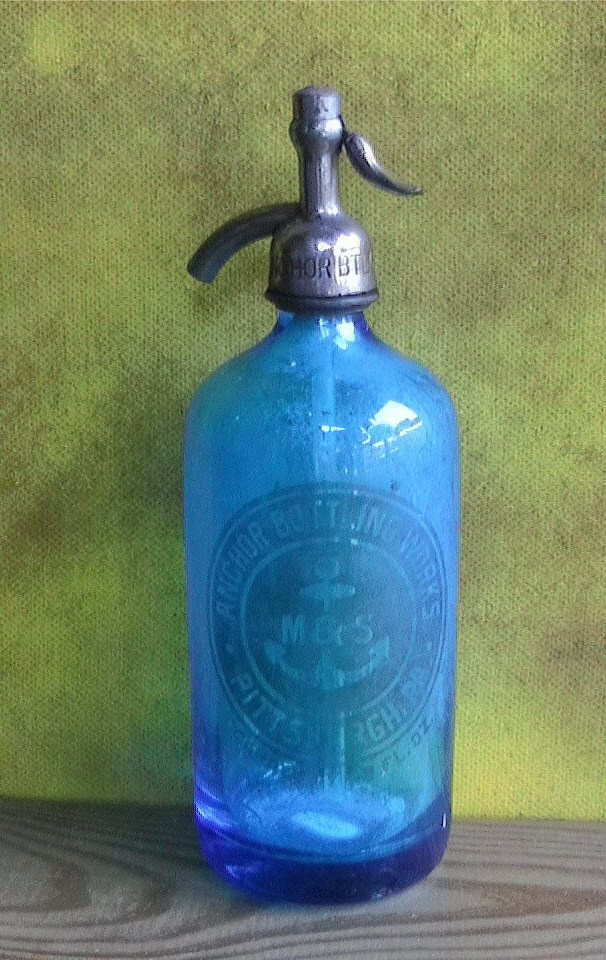
Priestley, inventeur de l'eau gazeuse.

Bien que Priestley affirme que la philosophie naturelle n'est pour lui qu'un passe-temps, il la prend très au sérieux. Dans son History of Electricity, il décrit le scientifique comme promoteur de la « sécurité et du bonheur du genre humain ». La science de Priestley est éminemment pratique et il ne s'encombre que rarement de questions théoriques, son modèle demeurant Benjamin Franklin. Quand il s'installe à Leeds, il poursuit ses expériences sur l'électricité et sur la chimie, s'approvisionnant pour ces dernières en dioxyde de carbone auprès d'une brasserie voisine. Entre 1767 et 1770, il présente cinq comptes rendus à la Royal Society : les quatre premiers explorent l'effet corona et d'autres phénomènes liés aux décharges électriques, le cinquième présente un rapport sur la conductivité du charbon issu de différentes sources. Les expériences qui suivront se concentreront sur la chimie et l'énergie pneumatique.
Le premier volume de son projet d'« histoire de la philosophie expérimentale », The History and Present State of Discoveries Relating to Vision, Light and Colours, considéré comme son traité d'optique et auquel il est souvent fait référence en anglais comme son Optics, est publié en 1772. Il accorde une attention toute particulière à l'histoire de cette discipline et y présente d'excellentes explications des premières expériences en la matière, mais ses lacunes en mathématiques lui font rejeter plusieurs théories contemporaines dont il ne saisit pas l'importance. De plus, l'absence de sections pratiques, comme celles de son History of Electricity, si utiles aux philosophes naturels, contribue au quasi échec de l'ouvrage qui ne connaît qu'une édition. Le texte, écrit à la hâte, se vend mal, les coûts de la recherche, de l'écriture et de la publication d'Optics incitent alors Priestley à renoncer à l'« Histoire de la philosophie expérimentale ». Toutefois, ce traité restera le seul de son espèce pendant un siècle et demi.
Priestley est pressenti pour le poste d'astronome de la Seconde expédition de James Cook dans la mer du Sud, mais, en définitive, William Wales lui est préféré. Il joue cependant un petit rôle dans les préparatifs, car il est sollicité pour former l'équipage à la fabrication de l'eau gazeuse, qu'il pense, à tort, être un remède contre le scorbut. Il publie ensuite un pamphlet intitulé Directions for Impregnating Water with Fixed Air (1772), qui n'est autre que la méthode permettant de gazéifier l'eau. Si Priestley n'exploite pas le potentiel commercial de son invention, d'autres, comme Johann Jacob Schweppe (1740-1821), avec son célèbre Schweppes, vont faire fortune avec ce procédé. En 1773, la Royal Society reconnait la valeur des travaux de Priestley en lui décernant la Médaille Copley.
Ses amis, en particulier Richard Price et Benjamin Franklin, inquiets de sa situation financière et soucieux de lui trouver une source de revenus plus sûre, demandent, en 1772, à Lord Shelburne de lui proposer le poste de conseiller personnel et de précepteur de ses enfants. Bien que Priestley soit peu enclin à sacrifier son ministère, il accepte et démissionne de Mill Hill Chapel le 20 décembre 1772, prononçant son dernier sermon le 16 mai 1773.

### Calne (1773–1780)

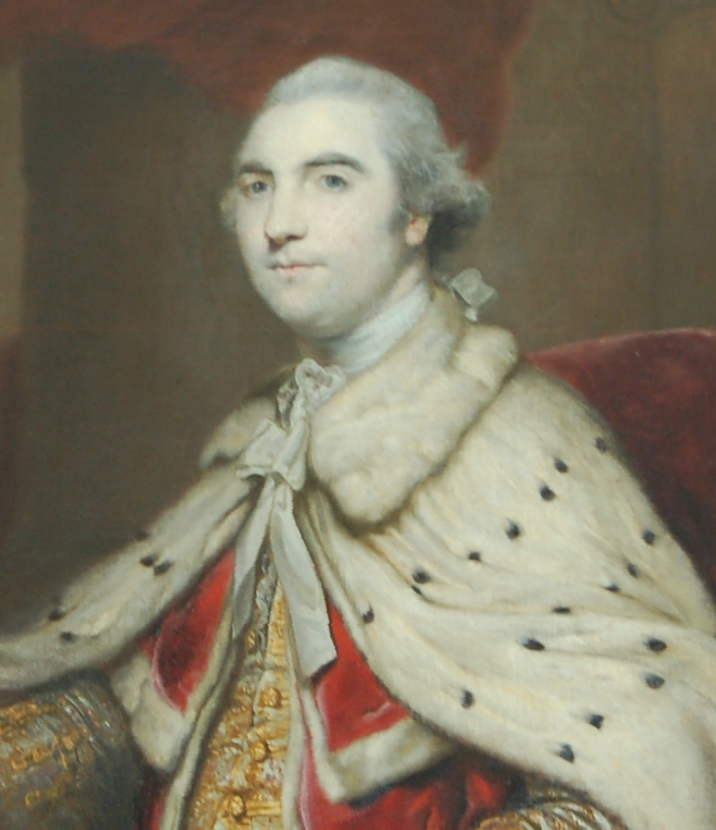
Lord Shelburne (Premier ministre du Royaume-Uni entre 1782 et 1783), par Joshua Reynolds.

En 1773, les Priestley s'installent à Calne puis, l'année suivante, Lord Shelburne et son nouveau conseiller entreprennent un tour d'Europe. Selon son ami Theophilus Lindsey, ce voyage permettra à Priestley de « nettement améliorer son point de vue global sur l'humanité ». Dès leur retour, Priestley assure aisément ses fonctions de précepteur et de bibliothécaire. Sa tâche est à dessein peu astreignante, ce qui lui permet de poursuivre ses recherches scientifiques et théologiques. En tant que conseiller politique, Priestley a accès aux travaux parlementaires, assure la liaison entre Shelburne et les Dissidents, et sert d'intermédiaire pour les intérêts américains. Lorsque naît son troisième fils le 24 mai 1777, Lord Shelburne le prie de le prénommer Henry.

#### Philosophe matérialiste

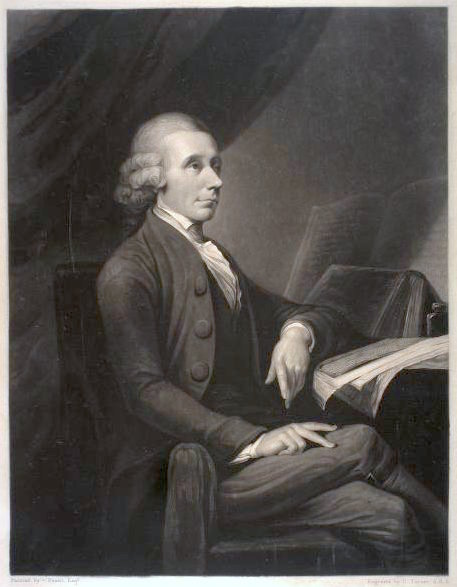
Gravure de Charles A. E. Turner (1836) d'un portrait de Priestley commandé par son ami et éditeur Joseph Johnson à Henry Fuseli (vers 1783).

Priestley écrit ses œuvres philosophiques majeures pendant les années passées chez Lord Shelburne. Dans une série de textes métaphysiques de premier plan, publiés entre 1774 et 1780 : An Examination of Dr. Reid's Inquiry into the Human Mind (1774), Hartley's Theory of the Human Mind on the Principle of the Association of Ideas (1775), Disquisitions relating to Matter and Spirit (1777), The Doctrine of Philosophical Necessity Illustrated (1777), et Letters to a Philosophical Unbeliever (1780), il plaide en faveur d'une philosophie intégrant quatre concepts : le déterminisme, le matérialisme, la causalité et le nécessitarisme. Il fait valoir l'idée que l'étude de la nature rend les hommes plus compatissants, heureux et prospères.
Il assure sans équivoque qu'il n'existe pas de dualité corps-esprit et il propose une philosophie matérialiste fondée sur le postulat que tout dans l'univers est matière perceptible. Il soutient également que discuter de l'âme est impossible, car elle est de substance divine et l'humanité n'a pas accès au divin. Malgré cette distinction entre divin et dépouille mortelle, sa position choque et contrarie bon nombre de lecteurs convaincus que cette dualité est nécessaire à l'âme pour exister.
Répondant au Système de la nature (1770) du Baron d'Holbach et aux Dialogues Concerning Natural Religion (1779) de David Hume ainsi qu'aux travaux des « philosophes français », Priestley maintient que matérialisme et déterminisme peuvent se réconcilier grâce à la foi en Dieu. Il critique ceux dont la foi a été façonnée par les livres et la mode, dressant une analogie entre le scepticisme des hommes instruits et la crédulité des masses.
Puisque, selon lui, l'homme ne dispose pas du libre arbitre, Priestley professe que la « nécessité philosophique » (semblable au déterminisme absolu) est compatible avec le Christianisme, position fondée sur sa compréhension du monde naturel. Comme le reste de la nature, l'esprit de l'homme est soumis aux lois de la causalité, mais un Dieu bienveillant ayant créé ces lois, le monde et les gens qui le composent sont finalement perfectibles. Le mal ne provient donc que d'une compréhension imparfaite du monde perceptible.
Bien que l'œuvre philosophique de Priestley ait été qualifiée d'« audacieuse et originale »,, elle participe des plus anciennes traditions philosophiques sur les sujets du libre arbitre, du déterminisme et du matérialisme. Par exemple, le philosophe du XVIIe siècle Baruch Spinoza plaidait déjà en faveur d'un déterminisme et d'un matérialisme absolus.
Comme Spinoza et Priestley, Leibniz est convaincu que la volonté de l'homme est entièrement déterminée par des lois naturelles ; toutefois, à leur encontre, Leibniz plaide en faveur d'un « univers parallèle » d'objets immatériels (tels que l'âme humaine), organisé par Dieu de telle manière qu'il soit en parfait accord avec son homologue matériel. Leibniz et Priestley partagent la vision optimiste d'un Dieu ayant choisi avec bienveillance les maillons de la chaîne ; cependant, Priestley croit que ces maillons conduisent au glorieux millénarisme, alors que pour Leibniz, l'ensemble est optimal, en soi et par rapport aux autres systèmes concevables.

#### Fondateur de l'Unitarisme
Lorsque Theophilus Lindsey décide de fonder un mouvement chrétien n'imposant pas de restrictions à la foi de ses membres, il reçoit le soutien de plusieurs penseurs, dont Priestley. Le 17 avril 1774, Lindsey organise la première célébration unitarienne (antitrinitaire) en Grande-Bretagne, concevant sa propre liturgie, largement critiquée. Priestley défend son ami dans un pamphlet intitulé Letter to a Layman, on the Subject of the Rev. Mr. Lindsey's Proposal for a Reformed English Church (1774), où il affirme que seule la forme, et non la substance du culte a été modifiée, et il s'en prend à ceux qui suivent la religion comme s'il s'agissait d'une mode. Au cours des années 1770, il assiste régulièrement aux offices de Lindsey à Essex Street Chapel et, parfois, y fait même un prêche. Sa vie durant, il continuera à soutenir l'unitarisme institutionnel, rédigeant en sa faveur plusieurs Defenses et encourageant la création de nouvelles chapelles en Grande-Bretagne et aux États-Unis.

#### Experiments and Observations on Different Kinds of Air

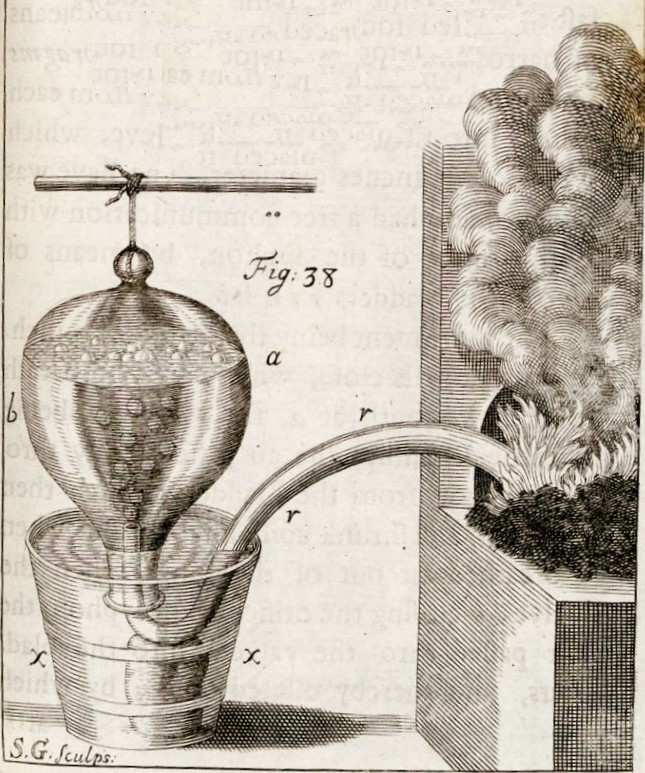
Priestley utilise une version modifiée de la pompe à air de Stephen Hales pour ses expériences sur l'« air nitreux ».

Les années que passent Priestley à Calne sont les seules de son existence à être surtout consacrées aux investigations scientifiques et sont naturellement les plus fructueuses en ce domaine. Ses expériences sont presque entièrement réservées aux « airs » et conduisent à la publication de ses textes scientifiques majeurs : les six volumes d'Experiments and Observations on Different Kinds of Air (1774–86),. Ces recherches contribuent à anéantir les derniers vestiges de la théorie des Quatre éléments, que Priestley tente de remplacer par sa propre variante de la théorie phlogistique. Selon cette théorie du XVIIIe siècle, la combustion ou oxydation d'une matière génère la libération d'une substance, le « phlogistique ».
Les travaux sur les « airs » de Priestley ne sont pas aisément classifiables. L'historien des sciences Simon Schaffer écrit qu'ils « ont été vus comme une branche de la physique ou de la chimie, ou comme une version hautement idiosyncratique (autrement dit, personnelle) des inventions de Priestley ». Qui plus est, ses ouvrages ont une portée politique autant que scientifique, car il y affirme que la science peut mettre à mal « l'autorité usurpée et excessive » et que le gouvernement a « raison de trembler, même devant une pompe à air ou une machine électrique ».
Le volume I, d'Experiments and Observations on Different Kinds of Air, présente plusieurs découvertes : nitrous air (monoxyde d'azote, NO) ; vapor of spirit of salt, baptisé plus tard « air acide » ou « air acide marin » (chlorure d'hydrogène, HCl) ; alkaline air (ammoniac, NH3) ; diminished ou dephlogisticated nitrous air (protoxyde d'azote, N2O), et le plus célèbre, dephlogisticated air (oxygène, O2). S'y ajoutent d'autres résultats qui conduiront à la découverte de la photosynthèse. Priestley met également au point un « test de l'air nitreux » afin de déterminer la « qualité de l'air ». Avec une pompe à air, il mélange de l'« air nitreux » avec un échantillon test, au-dessus d'un substrat d'eau ou de mercure, et mesure la diminution du volume gazeux ; principe de l'eudiomètre. Après un bref rappel de l'histoire des « airs », il décrit ses expériences sans en rien cacher. Comme l'écrit un de ses premiers biographes, « tout ce qu'il sait ou pense, il le dit : les doutes, les incertitudes, les erreurs sont mentionnés avec la plus rafraîchissante franchise ». Priestley présente aussi son matériel, bon marché et facile à réaliser, ses collègues pouvant ainsi, selon lui, plus facilement reproduire ses expériences. Parvenu à des résultats incohérents, il a recours à la théorie phlogistique selon laquelle il n'existe que trois types d'« airs » : fixed, alkaline et acid. Rejetant l'essor de la chimie à son époque, il se concentre sur les gaz et les « changements dans leurs propriétés sensibles », comme l'avaient fait avant lui les autres philosophes naturels. Il isole le monoxyde de carbone (CO), mais apparemment, ne se rend pas compte qu'il s'agit d'un « air » différent.

#### Découverte de l'oxygène

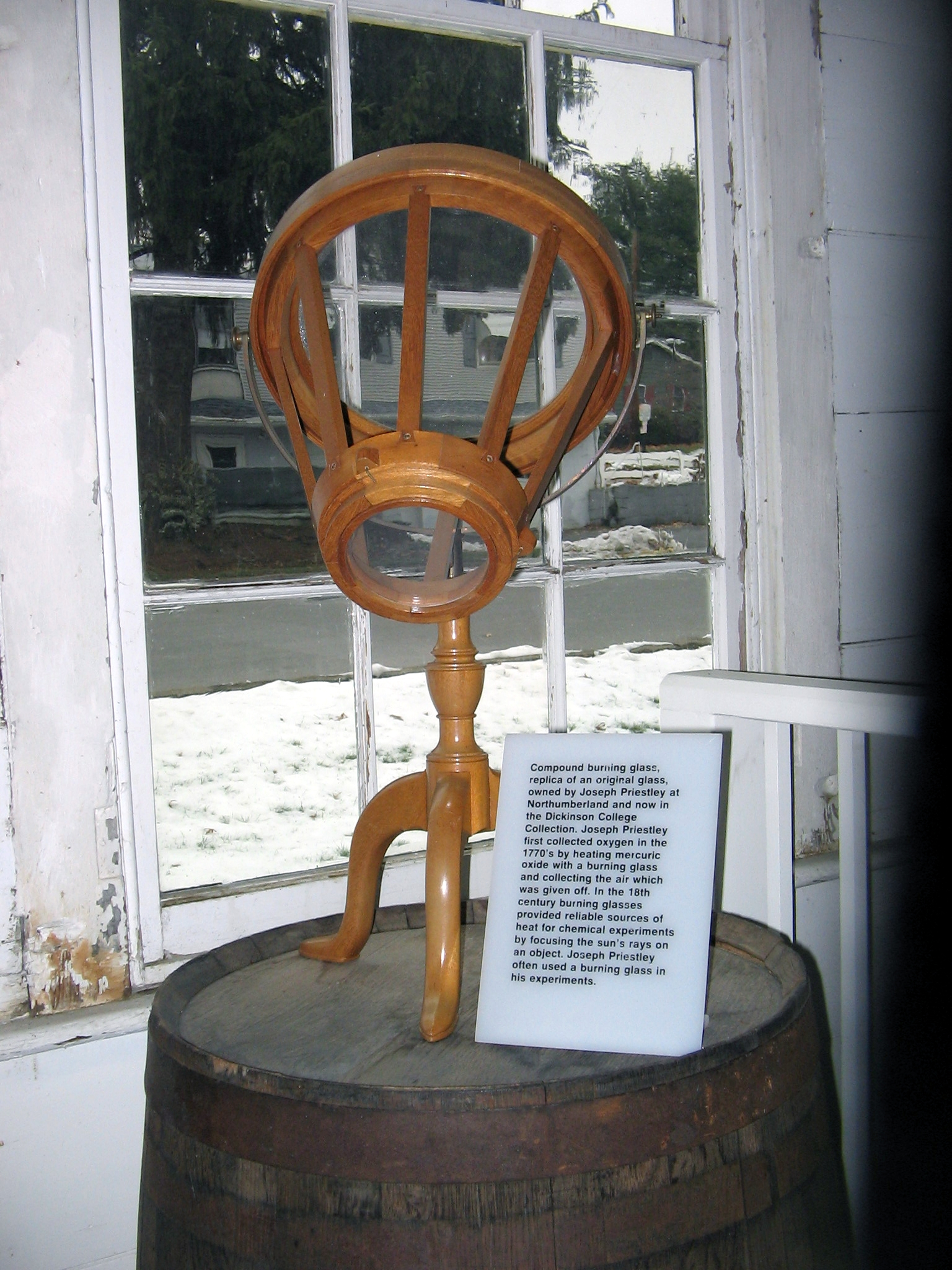
Réplique (à échelle réduite) du verre ardent utilisé par Priestley pour la découverte de l'oxygène, exposé dans le laboratoire de la Joseph Priestley House aux États-Unis.

En août 1774, il isole un « air » qui semble être d'un type inconnu, mais il n'a pas le temps d'en poursuivre l'étude, devant partir pour un tour d'Europe avec Shelburne. Cependant, alors qu'il se trouve à Paris, il tente de présenter son travail, en particulier au chimiste français Antoine Lavoisier. À son retour en Grande-Bretagne en janvier 1775, il reprend ses expériences et découvre le vitriolic acid air (dioxyde de soufre, SO2).
En mars, il écrit à plusieurs personnes à propos de ce « nouvel air », mis au jour en août. L'une de ces lettres est lue en séance à la Royal Society et un article présentant la découverte, intitulé An Account of further Discoveries in Air, est publié dans le Philosophical Transactions. La nouvelle substance, nommée dephlogisticated air, a été isolée en concentrant les rayons du soleil sur de l'oxyde de mercure. Il la teste d'abord sur une souris confinée dans cet « air », dont la survie le surprend, puis sur lui-même, et il écrit que [« cet air »] est « cinq ou six fois meilleur que l'air ordinaire pour la respiration, l'inflammation, et, pensai-je, tout autre usage de l'air atmosphérique auquel on a habituellement recours ». Il vient de découvrir le gaz oxygène (O2).
Priestley réunit ses articles sur l'oxygène avec quelques autres dans le second volume d’Experiments and Observations on Air, publié en 1776. Il n'insiste pas sur sa découverte du dephlogisticated air (prévue pour la troisième partie de l'ouvrage), mais soutient dans la préface combien ces avancées sont importantes pour la religion rationnelle. Son exposé raconte son cheminement de manière chronologique, relatant les longs délais écoulés entre les expériences et ses premières perplexités. Il est donc difficile de déterminer le moment exact où il a « découvert » l'oxygène. Pourtant, la date n'en est pas sans importance, car aussi bien Lavoisier que Carl Wilhelm Scheele, pharmacien suédois, revendiquent haut et fort la même paternité, Scheele pour avoir, le premier, isolé le gaz, même s'il a publié après Priestley, et Lavoisier pour l'avoir décrit avant les autres en tant qu'air purifié « sans changement et sans altération », donc l'avoir expliqué sans recours à la théorie phlogistique.
Priestley est le premier à établir la relation existant entre le sang et l'air, et cela en dépit de son appui sur sa théorie phlogistique. Il expose ses vues dans Observations on Respiration and the Use of the Blood dont la préface présente un historique des recherches sur la respiration. Un an plus tard, clairement influencé par Priestley, Lavoisier débat également de la respiration à l'Académie des Sciences. Ces travaux signent le début d'une longue série de découvertes devant aboutir à la publication d'études sur la respiration de l'oxygène qui sonneront le glas de la théorie phlogistique et l'avènement de la chimie moderne.
Pour des raisons qui demeurent obscures, se produit vers 1779 la rupture entre Priestley et son mentor. Shelburne reproche à Priestley son état de santé, tandis que ce dernier affirme que Shelburne n'a simplement plus besoin de ses services. Certains contemporains émettent l'hypothèse que le franc-parler du conseiller nuit à la carrière de l'homme politique. Schofield est d'avis que la raison la plus plausible est le récent mariage de Shelburne avec Louisa Fitzpatrick qui éprouve de l'antipathie pour les Priestley. Dans un premier temps, Priestley contemple la possibilité de s'installer en Amérique, puis il accepte l'offre de la congrégation de Birmingham New Meeting qui lui propose un ministère du culte.

### Birmingham (1780–1791)
En 1780, les Priestley s'installent à Birmingham, entourés de vieux amis, jusqu'à ce qu'ils soient forcés de fuir en 1791, devant la violence d'une émeute d'inspiration religieuse. Entendant se ménager du temps pour écrire et effectuer ses expériences scientifiques, Priestley a accepté le ministère du New Meeting à condition qu'il n'ait à prêcher et enseigner que le dimanche. Comme à Leeds, il ouvre des classes pour les jeunes de sa paroisse et, vers 1781, son enseignement est suivi par cent cinquante élèves. Comme son salaire ne se monte qu'à cent guinées annuelles, certains de ses amis et aussi des mécènes lui viennent en aide, par des dons en espèces ou en nature, pour qu'il poursuive ses recherches.

#### Révolution chimique

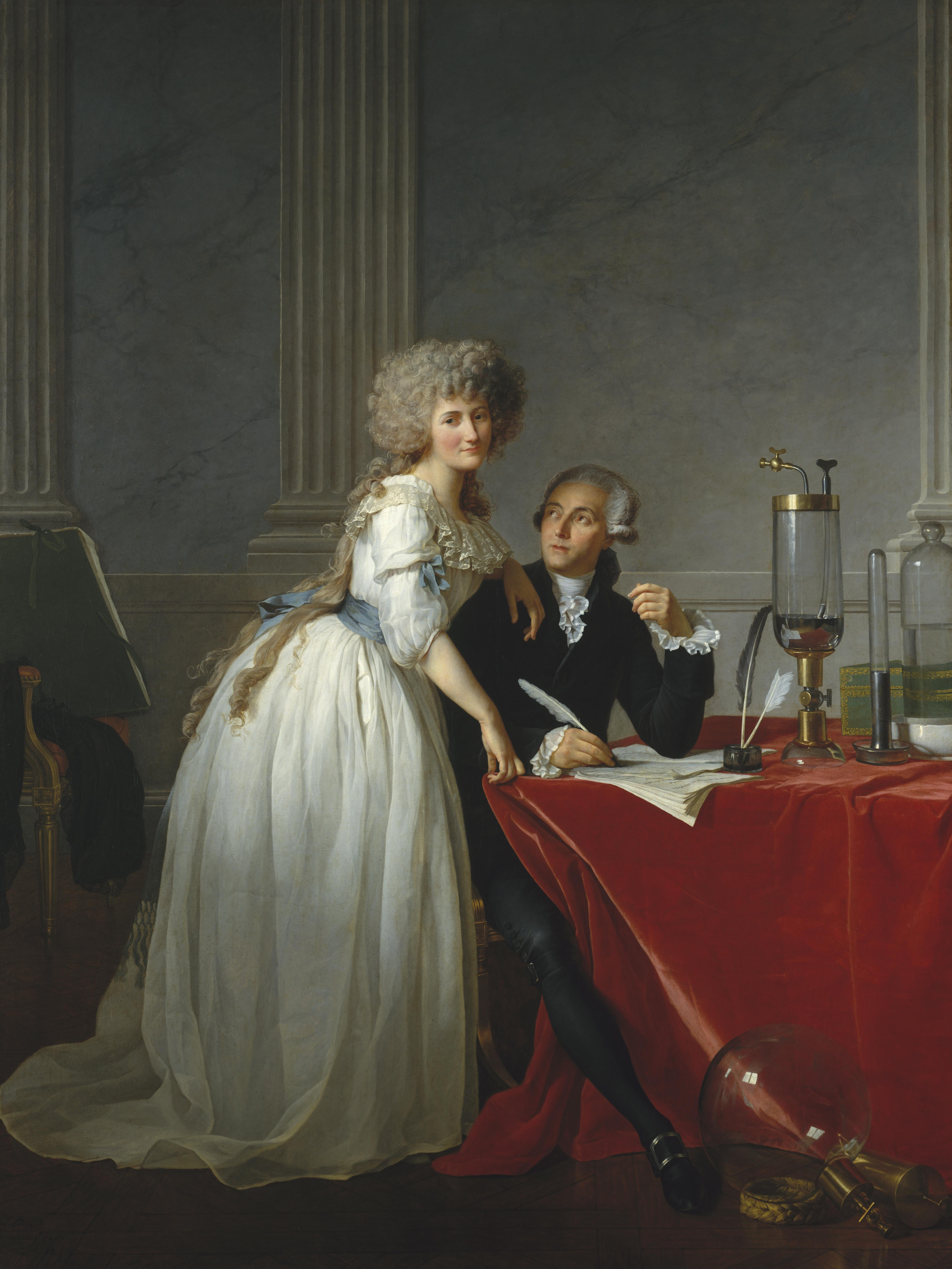
Antoine Lavoisier et son épouse par Jacques-Louis David, 1788, huile sur toile, 259,6 × 196 cm, New York, Metropolitan Museum of Art.

Beaucoup de ses amis de Birmingham sont membres de la Lunar Society, groupe d'industriels, d'inventeurs, de philosophes naturels qui se réunissent chaque mois pour discuter de leurs travaux. Le noyau est constitué d'hommes tels que l'industriel Matthew Boulton, le chimiste et géologue James Keir, l'inventeur et ingénieur James Watt ou le botaniste, chimiste et géologue William Withering. Priestley est invité à se joindre à eux et participe beaucoup aux travaux de cette communauté scientifique. La stimulation intellectuelle de sa fréquentation le conduit à publier plusieurs articles, notamment Experiments relating to Phlogiston, and the seeming Conversion of Water into Air (1783). Le premier s'emploie à réfuter les arguments de Lavoisier concernant l'oxygène, le second décrit la façon dont la vapeur est « convertie » en air. Après avoir réalisé plusieurs variantes de l'expérience, avec différentes matières comme carburant, et plusieurs dispositifs de collecte, qui produisent des résultats différents, il parvient à la conclusion que l'air peut circuler au travers d'un plus grand nombre de substances qu'il ne l'avait préalablement supposé, ce qui est « contraire à tous les principes connus de l'hydrostatique ». Cette découverte, ainsi que ses travaux antérieurs sur ce qui sera plus tard connu comme la diffusion gazeuse, vont amener John Dalton et Thomas Graham à formuler la théorie cinétique des gaz.
En 1783, Antoine Lavoisier communique à l'Académie royale des sciences ses Réflexions sur le phlogistique, pour servir de suite à la théorie de la combustion et de la calcination, la première de ce qui s'est avéré être une série d'attaques contre la théorie phlogistique ; c'est à ces attaques que Priestley réplique. S'il accepte une partie des théories de Lavoisier, il n'est pas disposé à approuver la grande révolution qu'il propose : le renversement du phlogistique par une chimie basée sur les éléments et leurs composés, ainsi qu'une nouvelle nomenclature chimique. Ses expériences originales sur le dephlogisticated air (oxygène), la combustion et l'eau ont fourni les données nécessaires à Lavoisier pour étayer l'essentiel de sa théorie, mais Priestley continuera à défendre la phlogistique sans désemparer. L'argument de Lavoisier est largement fondé sur le concept « quantitatif » que la masse n'est ni créée ni détruite par les réactions chimiques (principe de conservation de la masse). En revanche, Priestley a préféré observer des changements « qualitatifs » de chaleur, de couleur et, en particulier, de volume. Ses expériences différencient les « airs » par « leur solubilité dans l'eau, leur pouvoir d'entretenir ou d'éteindre une flamme, selon qu'ils soient respirables ou non, comment ils se comportent en présence d'airs acides ou alcalins, ou avec de l'oxyde nitrique et des airs inflammables, et enfin comment ils sont affectés par une étincelle ».
Le rejet de Priestley de la « nouvelle chimie » et son obstination à soutenir une théorie sujette à caution ont suscité la perplexité de nombreux chercheurs. Schofield considère que : « Priestley ne fut jamais un chimiste ; au sens moderne ni même au sens « lavoisien » du terme, il ne fut jamais un scientifique. Il était philosophe naturel, soucieux de l'économie de la nature et obsédé par l'idée d'unité, dans la théologie et dans la nature. » L'historien des sciences John McEvoy approuve pleinement ce jugement et décrit la vision que Priestley a de la nature comme coextensive avec Dieu et donc infinie, ce qui l'encourage à se concentrer sur les faits plutôt que sur des hypothèses et des théories, et, en fin de compte, à rejeter le système de Lavoisier. McEvoy fait aussi valoir que « l'opposition isolée et solitaire de Priestley à la théorie de l'oxygène permet de mesurer sa passion pour les principes de la liberté intellectuelle, de l'égalité épistémique et de l'étude critique. » Priestley lui-même affirme dans le dernier volume Experiments and Observations que ses travaux les plus précieux sont théologiques, car ils sont « supérieurs [en] dignité et importance ».

#### Défenseur des Dissidents et des révolutionnaires français

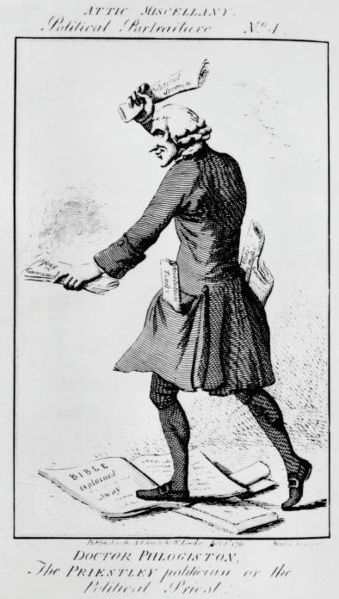
DOCTOR PHLOGISTON,
The PRIESTLEY politician or the Political Priest.
Cette caricature montre Priestley piétinant la Bible et brûlant des documents représentant la liberté anglaise. Essays on Matter and Spirit, Gunpowder et Revolution Toasts sortent de ses poches.

Bien que Priestley soit occupé à défendre la théorie phlogistique contre les attaques des « nouveaux chimistes », la plupart de ses travaux à Birmingham sont théologiques. En 1782, il publie le quatrième volume de ses Institutes, An History of the Corruptions of Christianity, qui décrivent ses idées sur l'altération des enseignements de la première église chrétienne. Schofield dit de l'ouvrage qu'il est « peu original, désorganisé, verbeux et répétitif, détaillé, exhaustif et ravageusement [sic] argumenté ». Le texte embrasse des questions allant de la divinité du Christ à la forme correcte de l'Eucharistie. Priestley poursuit sa pensée avec, en 1786, un titre provocateur : An History of Early Opinions concerning Jesus Christ, compiled from Original Writers, proving that the Christian Church was at first Unitarian. Thomas Jefferson devait plus tard décrire l'impact que ces livres ont eu sur lui : « J'ai lu et relu ses Corruptions of Christianity et Early Opinions of Jesus et je m'appuie sur eux […] comme base de ma propre foi. Ces écrits n'ont jamais été démentis. » Si quelques lecteurs, tels Jefferson et autres Dissidents rationnels, approuvent l'ouvrage, il est, dans l'ensemble, sévèrement critiqué pour ses positions théologiques extrêmes, en particulier pour son rejet de la Trinité.
En 1785, pourtant engagé dans une lutte pamphlétaire à propos de Corruptions, Priestley publie The Importance and Extent of Free Enquiry, affirmant que la Réforme n'a pas véritablement réformé l'Église. Dans des termes qui mettent en ébullition le débat national, il place ses lecteurs au défi d'imposer les changements qu'il juge nécessaires :

« Ne nous décourageons pas, même si, pour le moment, nous ne devrions pas voir un grand nombre d'églises ouvertement unitariennes […] Nous amassons, pour ainsi dire, de la poudre à canon grain par grain sous l'ancien bâtiment de l'erreur et de la superstition, afin qu'une seule étincelle puisse plus tard l'enflammer et produire une explosion instantanée ; en conséquence de quoi, cet édifice, dont l'érection fut un travail de longue haleine, soit abattu en un instant et si efficacement qu'on ne pourra plus jamais rien construire de neuf sur cette même fondation,... »

Certains de ses amis tentent de le dissuader d'utiliser ce langage incendiaire, mais Priestley refuse de revenir sur son texte et le fait imprimer, donnant à jamais de lui l'image du « Gunpowder Joe ». Cet appel à la révolution, lancé en pleine Révolution française, suscite de violentes ripostes de la part des pamphlétaires, et son église et lui se voient même menacés de poursuites judiciaires. Sa maison fut attaquée par un groupe de royalistes.
En 1787, 1789 et 1790, les Dissidents tentent à nouveau de faire abroger les Test et Corporation Acts. Bien qu'ils semblent sur le point d'aboutir vers 1790, les craintes qu'éprouve le Parlement d'une révolution imminente, font que rares sont ceux qui se montrent sensibles aux appels à l'égalité des droits. Les caricatures politiques, l'un des plus efficaces et plus populaires médias de l'époque, brocardent les Dissidents et Priestley n'est point épargné. Au Parlement, William Pitt et Edmund Burke s'opposent à l'abrogation, trahison dénoncée par Priestley et ses amis qui comptaient sur leur soutien. Priestley écrit une série de lettres à William Pitt et à Burke pour les convaincre de changer de point de vue, mais ces publications ne font qu'enflammer un peu plus la populace contre lui.
Les Dissidents qui, comme Priestley, soutiennent la Révolution française, deviennent de plus en plus suspects au fur et à mesure que grandit le scepticisme à son endroit. Pour alimenter sa propagande contre les « radicaux », le gouvernement de Pitt utilise l'argument de la « poudre à canon », accusant Priestley et ses amis Dissidents de vouloir renverser l'État. Burke, dans ses célèbres Reflections on the Revolution in France (1790), assimile les philosophes naturels et, en particulier, Priestley, à la Révolution française, expliquant que les radicaux qui soutiennent la science en Grande-Bretagne « ne témoignent, au cours de leurs expériences, de pas plus de considération pour l'homme qu'ils n'en éprouvent pour une souris placée dans une pompe à air. » Burke assimile également les principes républicains à l'alchimie et, raillant les travaux de Priestley et des chimistes français, les comparent à de l'air « dépourvu de substance » (insubstantial). Dans les écrits qui suivent, il accuse Gunpowder Joe, la science et Lavoisier de l'amélioration de la poudre dont disposent les Français pour leurs canons dans leur guerre contre la Grande-Bretagne. Paradoxalement, Burke, homme d'État laïque, argumente contre la science et soutient que la religion a pour mission de servir la société civile, alors que Priestley, ministre du culte Dissident, est, lui, persuadé qu'elle devrait se circonscrire à la vie privée.

#### Émeutes de Birmingham (1791)

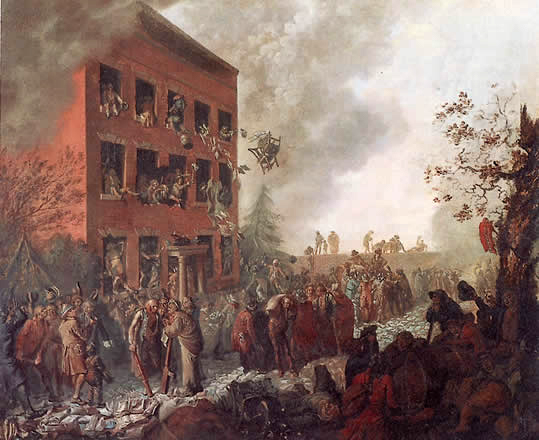
Tableau des émeutes de Birmingham.

L'hostilité grandissante à l'encontre des Dissidents et des sympathisants des révolutions américaine et française explose en juillet 1791, quand Priestley et certains Dissidents conviennent d'un dîner pour célébrer l'anniversaire de la prise de la Bastille. Cette initiative prend des allures de provocation dans un pays où nombreux sont ceux qui désapprouvent la Révolution française et redoutent qu'elle ne s'étende à la Grande-Bretagne. Craignant la violence, les amis de Priestley le persuadent de ne point se rendre au repas. Cependant, les émeutiers se massent à l'extérieur de l'hôtel et se jettent sur les participants à leur sortie, puis ils se dirigent vers les églises de New Meeting et Old Meeting qu'ils réduisent en cendres. Priestley et sa femme prennent la fuite, laissant à leur fils William et à quelques membres de la maisonnée la charge de protéger leur demeure, mais la foule les déborde et y met le feu, détruisant le précieux laboratoire et tous les effets de la famille. D'autres bâtiments appartenant à des Dissidents sont également incendiés pendant les trois jours que dureront les émeutes.
Priestley passe plusieurs jours caché chez des amis jusqu'à ce qu'il soit en mesure de se rendre à Londres en toute sécurité. La magistrale stratégie des « émeutiers », les simulacres de procès qui s'ensuivent pour une poignée de « meneurs » font que bien des contemporains, tout comme les historiens modernes, sont convaincus que les opérations ont été planifiées et soutenues par les magistrats de Birmingham. Lorsque George III est finalement contraint d'envoyer des troupes dans la région, il déclare : « Je ne peux que me réjouir de ce que Priestley soit la victime des doctrines que lui-même et son parti ont instillées, et que le peuple les voit en leur vraie lumière. »

### Hackney (1791–1794)

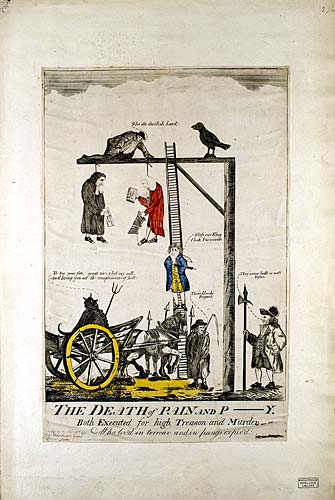
Caricature représentant Priestley et Paine pendus.

Dans l'impossibilité de revenir à Birmingham, Priestley s'installe avec sa famille à Clapton, près de Hackney, où il a fait, à l'académie dissidente de New College, une série de conférences sur l'histoire naturelle et la philosophie. Le couple reçoit l'aide d'amis qui, par des dons d'argent, de livres et de matériel de laboratoire, l'aident à retrouver les conditions de vie auquel il est habitué. Priestley sollicite une indemnité auprès du gouvernement pour la destruction de sa propriété de Birmingham, mais jamais il n'obtiendra un remboursement complet. Il publie An Appeal to the Public on the Subject of the Riots in Birmingham (1791), pamphlet accusateur dans lequel il stigmatise la population de Birmingham pour avoir laissé le champ libre aux émeutiers et s'être rendue coupable de « violation des principes du gouvernement anglais ».
Les amis du couple le pressent de quitter la Grande-Bretagne et d'émigrer vers la France ou vers les jeunes États-Unis, quand bien même Priestley a été recruté comme prêcheur de la congrégation de Gravel Pit Meeting. Les sermons qu'il y prononce, en particulier ses deux Fast Sermons, reflètent de plus en plus son millénarisme et sa conviction que la fin du monde approche à grands pas. Après avoir comparé les prophéties bibliques à l'histoire récente, il parvient à la conclusion que la Révolution française est un présage du retour du Christ. Les œuvres de Priestley ont toujours présenté cette vision millénariste, que le déclenchement de la Révolution française n'a fait que renforcer. À un jeune ami, il écrit que, bien qu'il ne sera pas lui-même témoin de ce retour [du Christ], lui « vivra probablement assez longtemps pour le voir […] Cela ne prendra pas, à mon avis, plus de vingt ans. »
La vie devient de plus en plus difficile : Priestley, en compagnie de Thomas Paine, est brûlé en effigie ; de perfides caricatures politiques n'ont de cesse de l'accabler, des lettres lui sont envoyées de partout, le comparant au diable et à Guy Fawkes ; les commerçants en viennent à craindre de traiter avec la famille, et même les collègues et amis de la Royal Academy prennent leur distance. Devant l'alourdissement des sanctions requises à l'encontre des opposants, et malgré son élection à la Convention nationale française par deux départements (l'Orne et Rhône-et-Loire) en 1792, Priestley décide d'émigrer en Amérique avec sa famille. Ils embarquent le 7 avril 1794. Cinq semaines après son départ, le gouvernement de William Pitt commence à arrêter des radicaux pour « calomnie séditieuse », avant que ne débute le célèbre procès pour trahison de 1794.

### Pennsylvanie (1794–1804)

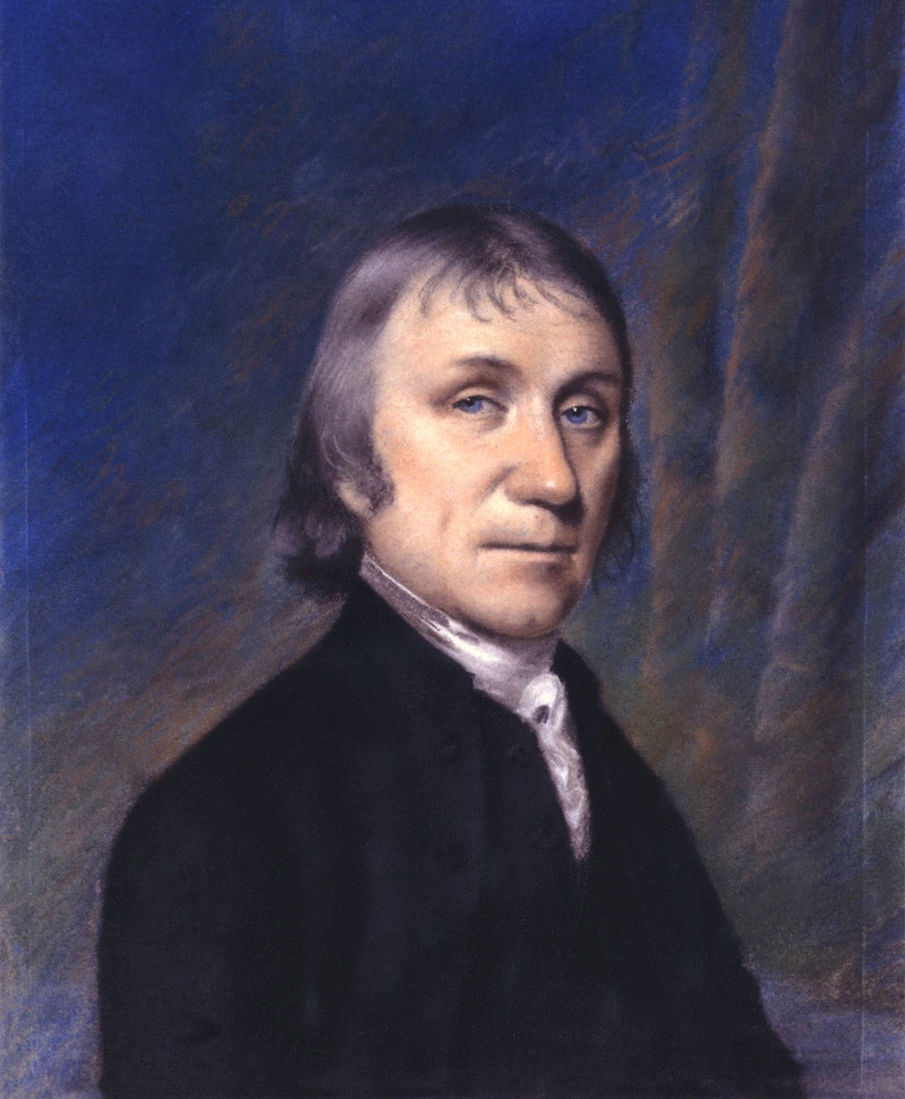
Portrait de Priestley par Ellen Sharples (1794).

Joseph Priestley et son épouse arrivent à New York le 4 juin 1794, aspirant à jouir de la liberté politique et religieuse. Deux de leurs trois fils, Joseph, Jr. (l'aîné) et Harry (le cadet), sont déjà sur place depuis août 1793, en compagnie du militant radical Thomas Cooper (1759 – 1839), ami de la famille. Le troisième, William, a quitté la France pour les États-Unis au début de la Terreur. Dès son arrivée, Priestley est fêté par les diverses factions politiques qui se disputent son soutien. Il repousse toutes les sollicitations, espérant, par sa réserve, éviter les discordes qu'il a subies en Grande-Bretagne. Au cours du voyage le conduisant vers son nouveau foyer à Northumberland, le couple s'arrête à Philadelphie, où Priestley fait plusieurs sermons et participe à la fondation de la First Unitarian Church of Philadelphia. On lui propose le poste de professeur de chimie à l'université, mais il le décline et préfère, avec son épouse, entreprendre la construction de la demeure familiale.
Les précautions prises pour éviter les controverses politiques aux États-Unis s'avèrent vaines. En 1795, le journaliste britannique William Cobbett fait paraître Observations on the Emigration of Dr Joseph Priestley, dans lequel il l'accuse de trahison envers la Grande-Bretagne et tente de saper sa crédibilité scientifique. Son aura politique se trouve entachée quelque peu lorsque Cobbett se procure une série de lettres, que Priestley a reçues de l'imprimeur radical John Hurford Stone et de la romancière, elle aussi libérale, Helen Maria Williams, tous les deux résidant dans la France révolutionnaire. Cobbett publie ces lettres dans son journal, affirmant que Priestley et ses amis sont en train de fomenter une révolution,. En définitive, Priestley se voit dans l'obligation d'assurer lui-même sa défense et, à cet effet, il publie un manifeste qu'il intitule Letters to the inhabitants of Northumberland and its neighbourhood (« Lettres aux habitants de Northumberland et de ses environs »).

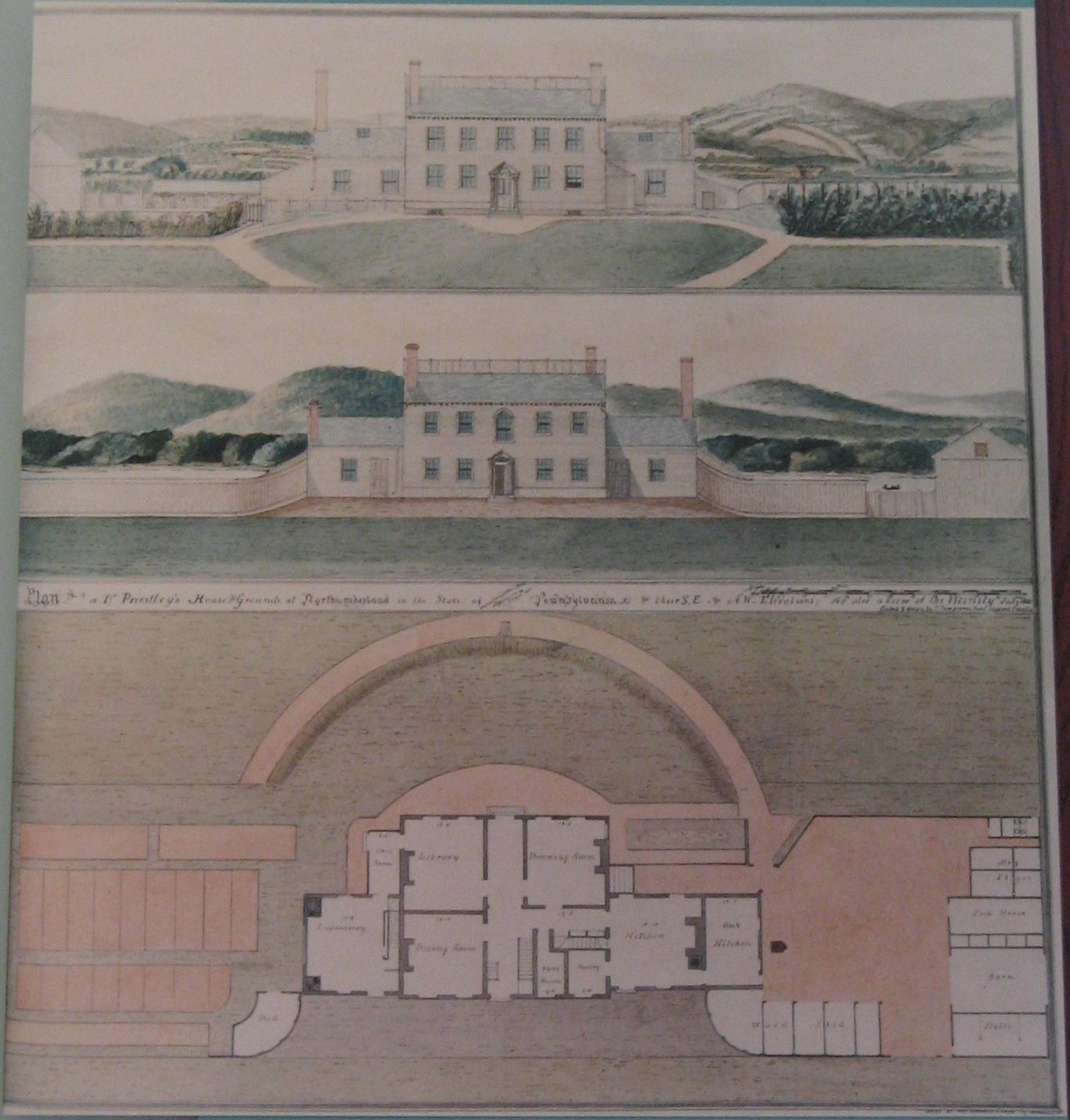
Dessin de la Joseph Priestley House (vers 1800) par T. Lambourne.

Cependant, la vie de la famille s'assombrit : le benjamin, Harry, meurt en décembre 1795, probablement de paludisme. Mme Priesley, déjà souffrante et qui ne s'est pas remise de la perte de son fils, décède peu après en 1796. Après la mort de sa femme, Priestley écrit à un ami : « Je me sens défait, incapable des efforts que je fournissais. Ayant toujours été très casanier, occupé à lire et écrire, ma femme assise auprès de moi, et lui faisant souvent la lecture, elle me manque à chaque instant. » Les relations familiales se détériorent en 1800, lors de la publication, par un journal de Pennsylvanie, d'un article accusant William Priestley, prétendument imbu des « idées françaises », d'avoir tenté d'empoisonner tous les siens, affabulation que père et fils démentent avec la plus grande vigueur.
Priestley persévère à mener à bien les projets éducatifs auxquels il s'est intéressé toute sa vie. Il contribue à créer l'Académie de Northumberland à laquelle il fait don de sa bibliothèque. Il correspond avec Thomas Jefferson sur le sujet de l'université idéale, et ses conseils sont mis en œuvre lors de la fondation de l'Université de Virginie. Jefferson et Priestley deviennent proches et, à la parution de sa General History of the Christian Church (Histoire générale de l'Église chrétienne), Priestey dédie l'ouvrage au président Jefferson, écrivant que « ce n'est qu'aujourd'hui que je suis en mesure de dire que je ne vois rien à craindre de la part du pouvoir, le gouvernement sous lequel je vis actuellement m'étant pour la première fois réellement favorable. »
Priestley se préoccupe de poursuivre ses recherches scientifiques avec le soutien de l'American Philosophical Association, mais handicapé par le manque de nouvelles en provenance d'Europe sur les dernières avancées, il ne se situe plus à l'avant-garde du progrès. Si la plupart de ses publications reste concentrée sur la défense de la défunte phlogistique, il fait aussi preuve d'originalité par quelques travaux sur la génération spontanée et les rêves. Malgré le déclin de son audience, son activité scientifique parvient à stimuler durablement l'intérêt de l'Amérique pour la chimie.

### Mort
À partir de 1801, sa santé s'altère au point qu'il devient pratiquement incapable d'écrire ou de mener ses expériences à bien. Il meurt au matin du 6 février 1804 et est inhumé dans le tout proche cimetière de Riverview à Northumberland. Sur son épitaphe on peut lire ce quatrain :
« “Return unto thy rest, O my soul, for the
Lord hath dealt bountifully with thee.
I will lay me down in peace and sleep till
I awake in the morning of the resurrection.” »
— Robert E. Schofield

« Retrouve, ô mon âme, le repos qui est tien,
Car le Seigneur de Sa munificence t'a comblée.
Dans la paix et le sommeil je m'allongerai
Jusqu'à mon réveil au matin de la résurrection. »

## Postérité

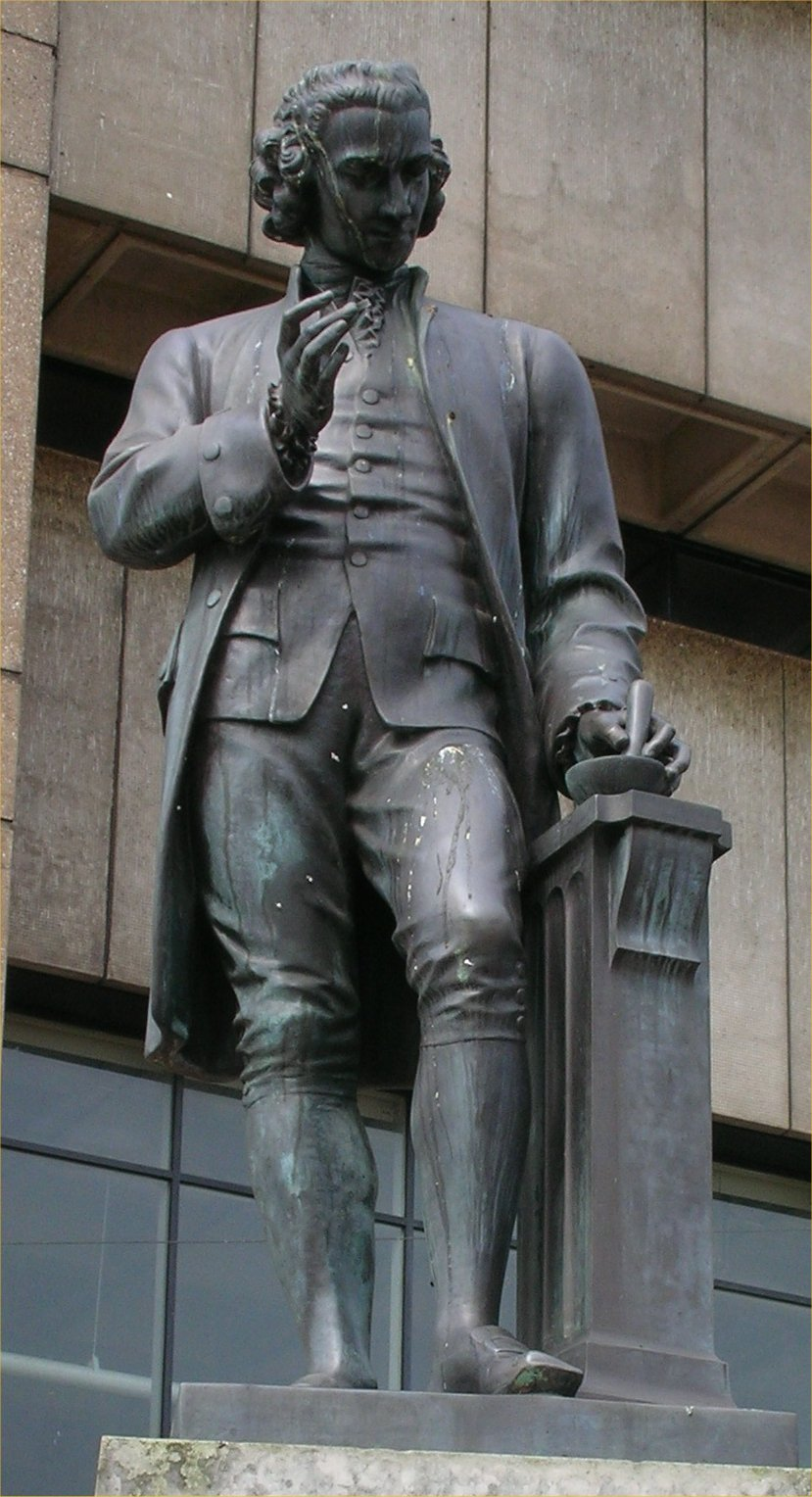
Statue de Joseph Priestley sur Chamberlain Square à Birmingham.

Au moment de sa mort, Priestley est membre de la plupart des sociétés savantes du monde et est connu pour la découverte de nombreuses substances. Le naturaliste français du XIXe siècle Georges Cuvier, dans l'éloge funèbre qu'il rédige en sa mémoire, vante ses mérites, tout en déplorant son obstination envers la théorie phlogistique, le qualifiant de « père de la chimie moderne [qui] n'a jamais voulu reconnaître sa fille ». Priestley a publié plus de cent cinquante ouvrages sur des sujets allant de la philosophie politique à l'éducation, en passant par la théologie et la philosophie naturelle. Il conduit et inspire les radicaux britanniques pendant les années 1790, ouvre la voie à l'utilitarisme et participe à la fondation de l'Unitarisme. Nombre de philosophes, de scientifiques et de poètes devinrent associationistes à la suite de sa critique des Observations on Man de David Hartley. Parmi eux, Erasmus Darwin, Samuel Taylor Coleridge, William Wordsworth, John Stuart Mill, Alexander Bain et Herbert Spencer. Emmanuel Kant fait son éloge dans sa Critique de la raison pure (1781), écrivant qu'il « savait comment combiner son enseignement paradoxal avec les intérêts de la religion ». En effet, le but de Priestley était de « mettre les idées et les avancées des Lumières au service d'un christianisme rationnel, quoique hétérodoxe, sous l'égide des principes fondamentaux de la méthode scientifique ».
Si l'on considère son influence dans les domaines politique, philosophique, théologique et scientifique, on constate que relativement peu d'études lui ont été consacrées. Au début du XXe siècle, il a été le plus souvent décrit comme un scientifique conservateur et dogmatique qui fut néanmoins un réformateur politique et religieux. Dans son étude historiographique, Simon Schaffer, historien des sciences, dresse deux portraits de Priestley : celui d'un « naïf » faisant des découvertes par hasard, et celui d'un naïf qui « feignait » d'en mal comprendre l'importance. Évaluer l'ensemble de l'œuvre s'est avéré difficile pour les chercheurs, confrontés à des centres d'intérêt extrêmement variés. Ses découvertes scientifiques ont généralement été dissociées de ses publications théologiques et métaphysiques, ce qui favorise l'analyse de sa vie et de ses écrits ; cette approche, pourtant, s'est vue récemment contestée par des chercheurs comme John McEvoy et Robert Schofield.

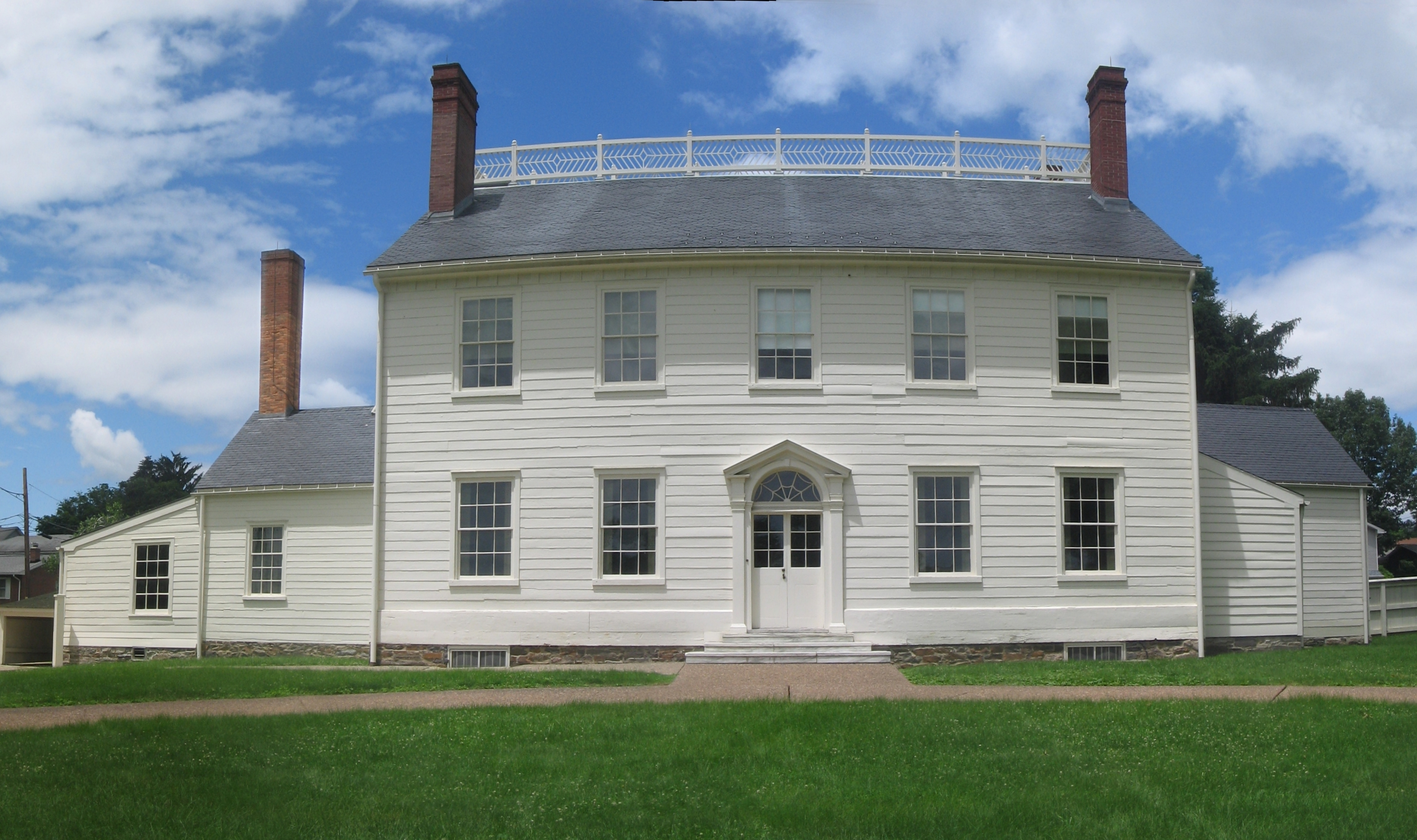
La Joseph Priestley House en Pennsylvanie est devenue un musée en hommage à Joseph Priestley.

Bien que les premières études concernant Priestley affirment que ses travaux théologiques et métaphysiques s'apparentent à des « distractions » et font « obstacle » à sa recherche scientifique, certaines publications des années 1960, 1970 et 1980 soutiennent que son œuvre constitue un tout. Cela dit, comme le précise Schaffer, aucune synthèse convaincante n'en a encore été proposée. Plus récemment, en 2001, l'historien des sciences Dan Eshet a fait valoir que les tentatives de « vision synoptique » n'ont réussi qu'à rationaliser les contradictions de sa pensée, « organisées » qu'elles ont été « autour de catégories philosophiques » et « [ayant] considéré ses apports scientifiques en dehors du conflit social
» dans lequel il s'est trouvé impliqué.
Les institutions et les villes où Priestley a occupé des fonctions comme scientifique, enseignant ou pasteur ont toutes, à différents niveaux, honoré sa mémoire. Deux collèges portent son nom, le Priestley College de Warrington et le Joseph Priestley College de Leeds. Un astéroïde, découvert en 1986 par Duncan Waldron a été baptisé 5577 Priestley. À Birstall, sa ville natale, à Leeds, sur le Leeds City Square et à Birmingham, il est immortalisé par des statues. Des plaques commémoratives ont été apposées à Birmingham et Warrington. Depuis 1952, le Dickinson College remet le Priestley Award à un scientifique ayant fait « une découverte contribuant au bien-être de l'humanité ». La maison qu'il fit construire et où il vécut aux États-Unis, est devenue un musée, la Joseph Priestley House, hommage à son œuvre et aux débuts de la chimie auxquels il a contribué dans le pays. C'est là que se réunit l'American Chemical Society dont la récompense la plus convoitée, depuis 1923, parmi les chimistes américains, est la Médaille Priestley.

## Quelques œuvres marquantes

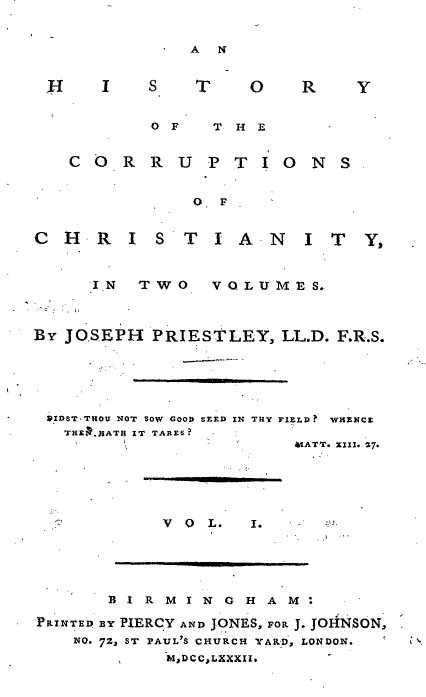
Page de titre de An History of the Corruptions of Christianity, publié en 1782.

- The Rudiments of English Grammar (1761)
- A Chart of Biography (1765)
- Essay on a Course of Liberal Education for Civil and Active Life (1765)
- The History and Present State of Electricity (1767) (Lire en ligne la traduction française de 1771)
- Essay on the First Principles of Government (1768)
- A New Chart of History (1769)
- Institutes of Natural and Revealed Religion (1772–74)
- Experiments and Observations on Different Kinds of Air (1774–86)
- Disquisitions relating to Matter and Spirit (1777)
- The Doctrine of Philosophical Necessity Illustrated (1777)
- Letters to a Philosophical Unbeliever (1780)
- An History of the Corruptions of Christianity (1782)
- Lectures on History and General Policy (1788)
- Theological Repository (1770–73, 1784–88)

La plupart des traductions françaises de ces ouvrages sont anciennes. La seule traduction conforme aux standards de l'édition moderne est : 
- Recherches sur la matière et l'esprit (trad. de l'anglais par Antoine Grandjean, préf. Pascal Taranto), Paris, Éditions Honoré Champion, 2018, 365 p. (ISBN 978-2-7453-5014-5).